# إلين كيم
إلين كيم (هانغل: 일레인 김) هي مصممة أزياء كورية جنوبية، ولدت في 1962 في سول في كوريا الجنوبية.

## وصلات خارجية
- الموقع الرسمي